# SEC Filing
Ein SEC Filing ist ein formales und standardisiertes Dokument, welches amerikanische Unternehmen seit dem Securities Exchange Act von 1934 bei der SEC einreichen müssen. Alle Dokumente ab dem Jahr 1994 sind über die EDGAR-Datenbank (englisch Electronic Data Gathering, Analysis, and Retrieval) zugänglich.

## Wichtige Dokumente
| Form         | vorgesehen für                                               |
| ------------ | ------------------------------------------------------------ |
| 10-K         | Jahresergebnisse                                             |
| 20-F         | Jahresergebnisse bei ausländischen Unternehmen               |
| 10-Q         | Quartalsergebnisse                                           |
| 8-K          | Ad-hoc-Mitteilungen                                          |
| Schedule 13D | Besitzverhältnisse (bei Erwerb von mehr als 5 % der Anteile) |
| 144          | bei Veräußerung von Wertpapieren durch das Management        |